# Кобб, Чарльз
Чарльз Уиггинс Кобб (англ. Charles Wiggins Cobb; 17 сентября 1875, Плимут (Массачусетс), США — 2 марта 1949, Кембридж (Массачусетс), США) — американский математик и экономист. Одним из первых применил функцию Кобба — Дугласа в экономике.

## Биография
Чарльз родился 17 сентября 1875 года в семье пастора. Отец Чарльза пастор Вильям Генри Кобба (род. 02.04.1846) женился на матери Эмили Валлистон Уиггинс (род. 16.07.1848) 30 октября 1872 года. У Чарльза было еще две сестры Энни (род. 15.09.1873) и Мэри (род. 23.11.1883) и два брата Эдвард (род. 24.08.1878) и Вильям (род. 7.05.1882 — 19.09.1903). Вильям Кобба закончил Амхерстский колледж в 1867 году и был пастором в Медфилде, штат Массачусетс, в 1876—1878 годах, затем пастором в Аксбридже, штат Массачусетс, в 1878—1887 годах, с 1887 года становится библиотекарем Соборной библиотеки в Бостоне.
В Амхерстском колледже получил степень бакалавра в 1897 году и магистерскую степень в 1901 году. Докторскую степень получил в 1912 году в Мичиганском университете.
Преподавательскую деятельность начал, преподавая в Академии Олбани, затем в Высшей школе Фитчбурга, в Нью-Йоркской высшей школе коммерции и Академии Вустера. Работал в Колумбийском и Нью-Йоркском университетах в 1904—1905 годах, в Университете Кларка в 1907—1908 годах, в Мичиганском университете в 1910—1911 годах.
Работал вместе с экономистом Полом Дугласом, читая лекции в Амхерстском колледже в Массачусетсе в качестве преподавателя в 1908—1910 годах, ассистента профессора в 1911—1914 годах, доцента в 1914—1922 годах, профессора с 1922 года до выхода в отставку в 1941 году.
Чарльз женился в 1919 году на Мэри Харриетт Пребл (род. 1903), у них было трое детей (Чарльз, Эмили и Пребл).
В 1917—1918 годах был капитаном в войсках связи, с 1922 года третейский судья в Рочестере, штат Нью-Йорк.

## Вклад в науку
Функция Кобба — Дугласа
В 1928 году Чарльз Кобб и Пол Дуглас издали исследование, в котором смоделировали рост американской экономики в период с 1899 по 1922 год. Они рассмотрели упрощённое представление об экономике, в которой выпуск продукции определён количеством вовлечённого труда и объёмом капитала.